# Matías Argüello
Matías Samuel Argüello Figueredo (Ñemby, 1º febbraio 2005) è un calciatore paraguaiano, difensore dell'Olimpia.

## Caratteristiche tecniche
Gioca come terzino destro.

## Carriera

### Club
Argüello è cresciuto nel settore giovanile del Tacuary dove ha debuttato il 14 aprile 2024 nell'incontro di División Profesional perso 2-1 contro il Olimpia. Ha segnato il suo primo gol il 28 novembre seguente nel pareggio per 1-1 contro lo Sportivo Trinidense.
Il 31 dicembre 2024 è stato acquistato a titolo definitivo dall'Olimpia, altro club della prima divisione paraguaiana.

### Nazionale
Nel 2025 ha giocato 7 partite nel campionato sudamericano Under-20.

## Statistiche

### Presenze e reti nei club
Statistiche aggiornate al 9 gennaio 2025.
| Stagione        | Squadra         | Campionato      | Campionato | Campionato | Coppe nazionali | Coppe nazionali | Coppe nazionali | Coppe continentali | Coppe continentali | Coppe continentali | Altre coppe | Altre coppe | Altre coppe | Totale | Totale | Totale |
| Stagione        | Squadra         | Comp            | Pres       | Reti       | Comp            | Pres            | Reti            | Comp               | Pres               | Reti               | Comp        | Pres        | Reti        | Pres   | Reti   |        |
| --------------- | --------------- | --------------- | ---------- | ---------- | --------------- | --------------- | --------------- | ------------------ | ------------------ | ------------------ | ----------- | ----------- | ----------- | ------ | ------ | ------ |
| 2024            | Tacuary         | PD              | 30         | 1          | CP              | 0               | 0               | -                  | -                  | -                  |             | -           | -           | 30     | 1      |        |
| Totale carriera | Totale carriera | Totale carriera | 30         | 1          |                 | 0               | 0               |                    | -                  | -                  |             | -           | -           | 30     | 1      |        |